# Phryxe cunctata
Phryxe cunctata là một loài ruồi trong họ Tachinidae.